# Eva Plávalová
 (août 2025).
Motif : Ne semble pas répondre aux critères de WP:NSU.
- Archive Wikiwix
- Bing
- Cairn
- DuckDuckGo
- E. Universalis
- Gallica
- Google
- G. Books
- G. News
- G. Scholar
- Persée
- Qwant
- (zh) Baidu
- (ru) Yandex
- (wd) trouver des œuvres sur Wikidata

| 1. | Préciser le motif de la pose du bandeau. | Précisez le motif de la pose du bandeau en utilisant la syntaxe suivante : {{admissibilité à vérifier\|date=août 2025\|motif=remplacez ce texte par le motif}}                     |
| 2. | Informer les utilisateurs concernés.     | Pensez à avertir le créateur de l'article, par exemple, en insérant le code ci-dessous sur sa page de discussion : {{subst:avertissement admissibilité à vérifier\|Eva Plávalová}} |

Eva Plávalová est une astronome slovaque au département d'astronomie, de physique de la Terre et de météorologie de l'Université Comenius de Bratislava (Slovaquie). Elle est  connue notamment pour sa proposition de taxinomie des planètes formulée en 2012.